# 保羅·卡拉韋
保羅·懷亞特·卡拉韋（英語：Paul Wyatt Caraway；1905年12月23日—1985年12月13日）美國陸軍將領，最高軍銜為中將。

## 生平
出生在美國阿肯色州琼斯伯勒。其母哈蒂·卡拉韋是美國歷史上第一位女性參議院議員。父親撒迪厄斯·卡拉韋也是參議員。他畢業於喬治敦大學。1929年畢業於西點軍校，並被任命為少尉。1935年至1937年，在服役於駐紮在中國天津的第15步兵連隊。1938年至1942年，在西點軍校教法律學。
1942年至1944年，擔任美國陸軍部參謀。第二次世界大戰中被派往中國、緬甸、印度參戰，為阿尔伯特·魏德迈的副官。1945年升陸軍准將。1945年至1946年，任中國重慶軍事聯絡部的長官。1947年擔任國防大學的教官。1950年，被派往義大利的里雅斯特駐防。
1955年8月至1956年4月，指揮駐紮韓國的第7步兵師。1957年至1958年，任駐日美軍本部的參謀。
1961年，卡拉韋被派往琉球列島擔任高級專員。卡拉韋將琉球視為對抗共產中國的前沿陣地，在任期間實行威權主義政策。雖然他認為琉球的政客很有能力，但他並不認為琉球政客應在權力上與自己平等，因此對琉球政府的權力進行限制，並動用自己的權力多次否決立法院的提案，他還多次鎮壓了支持地方自治及將琉球歸還日本的運動。
卡拉韋擔任琉球列島高級專員期間，強制壓低電力價格，對銀行業進行改革，以欺詐罪逮捕了一些著名的銀行幹部。他的一系列改革使琉球的經濟得到振興。由於他的辣腕政策，獲得了「旋風卡拉韋」（Typhoon Caraway）的綽號，但也招致沖繩當地民眾反美情緒上升，更多人參與復歸日本運動，同期的琉球政府行政主席大田政作也因卡拉韋的不當發言等原因而被迫主動辭職。
1962年3月，美國總統約翰·甘迺迪承認琉球是日本的一部分，並宣布了「沖繩新政策」，該政策將繼續討論日本對琉球的援助。該政策遭到美國軍方的强烈反對，軍方認為琉球一旦被歸還給日本，有可能迫使美軍撤離琉球。卡拉韋極力反對復歸日本運動，他認為一旦琉球被交還日本，必然導致日本對琉球的專制統治和日本人對琉球人的歧視。他極力排除日本政府對琉球的影響力，試圖動用手中的權力將日本勢力從琉球金融界强制清洗出去，還曾多次使用「琉球」這一稱呼來刺激琉球人的民族主義。這一系列行為被甘迺迪視為擾亂美日合作關係。
1964年，升陸軍中將。朝鮮戰爭期間任陸軍研究開發局局長；同年退役。1965年至1968年，來到華盛頓特區的本傑明·富蘭克林大學教書。晚年居住在馬里蘭州。
由於身材矮小，被人稱為「小保羅·卡拉韋」（Small Paul Caraway）。他是個槍械迷，收集了大量槍械。